# 2036 Sheragul
Sheragul (asteroide 2036) é um asteroide da cintura principal, a 1,8279122 UA. Possui uma excentricidade de 0,1855855 e um período orbital de 1 228,17 dias (3,36 anos).
Sheragul tem uma velocidade orbital média de 19,88098179 km/s e uma inclinação de 3,97498º.
Este asteroide foi descoberto em 22 de Setembro de 1973 por Nikolai Chernykh.